# رائد الحربي
رائد عبد الله سالم الحربي (1988 - 18 أكتوبر 2009) هو سعودي وعضو تنظيم القاعدة في جزيرة العرب، وكان اسمه على قائمة المطلوبين السعوديين لدى الولايات المتحدة.

## مقتله
في 18 أكتوبر 2009 عُثر على رائد الحربي برفقة يوسف الشهري في جازان بالقرب من حدود السعودية مع اليمن وكانوا يرتدون سترات ناسفة، قُتل الاثنان في تبادل لإطلاق النار مع الشرطة، وأصيب شرطي بجروح، وتم اعتقال رجل ثالث لم يتم تحديده، وأدى استجوابه إلى القبض على ستة رجال يمنيين أخرين.